# Kigelija
Kigelija (salama-drvo, lat. Kigelia), monotipski biljni rod iz porodice katalpovki, čiji je jedini predstavnik, Kigelia africana,  drvo poznato kao salama–drvo iz tropske Afrike. To je drvo koje daje crvene cvjetove koji cvjetaju noću, a rađa karakteristično dugačke drvenaste plodove koji izgledaju poput velike kobasice koja visi s krošnje. Ovo drvo je visoko cijenjeno i kulturno važno za afričke zajednice.

## Etimologija
Ime roda dolazi iz bantu jezika kigeli-keia, koje znači stablo kobasica, a odnosi se na plod oblika kobasice ili krastavca. Plodovi nisu jestivi čak ni kada su potpuno zreli, i za koje se kaže da su purgativni, a nezreli su toksični. Nektar iz cvjetova izvor je šećera. 

## Opis
Drvo iz tropske Afike, naraste do 25 metara, maksimalno do 35 metara, u promjeru 0.6 m. Ima okruglu i raširenu krošnju. Kora je siva i tanko se ljušti. U Singapuru je uglavnom zimzelena, ali može biti listopadna tijekom duge sušne sezone. .</ref>  
Listovi su složeni, neparno perasti i dugi do 50 cm. Mogu biti nasuprotno raspoređeni ili u pršljenovima od 3 – 4. Svaki list se sastoji od 7 – 11 listića koji su eliptičnog do duguljastog oblika (oko 20 cm dugi i 6 cm široki). Svaki listić ima 7 – 9 bočnih žila i ponekad može imati grube dlake s obje strane. Rubovi mogu biti cijeli ili distalno nazubljeni. .</ref>  
Cvat je razgranati grozd (metlica), dugačak oko 10 cm, a nalazi se na završnim krajevima grana. Svaka metlica sadrži 6 – 12 cvjetova koji su upečatljivi s tamno crvenim do ljubičastim laticama. Svaki cvijet je dug oko 5 – 10 cm. Cvjetaju navečer, traju samo jednu noć i navodno imaju neugodan miris..</ref>  
Plod je kobasičastog oblika (dužine 25 – 50 cm i širine 7,5 – 15 cm). Drvenasti su, sivkastosmeđi kad sazriju i mogu ostati na drvetu do godinu dana. Plod može težiti i do 10 kg. Plod se ne otvara i sjemenke se oslobađaju tek nakon što plod otpadne i propadne. Svaki plod sadrži mnogo sjemenki koje su tvrde i ovalnog oblika (promjera 0,1 – 0,7 cm)..</ref>  

## Stanište
Nalazi se uz vodotoke, savane i grmlje s mnogo oborina, do 3000 m nadmorske visine..</ref>  

## Povezana fauna
Moljci Sphingidae i nektarinski šišmiši posjećuju cvijeće, dok su slonovi i nosorozi navodno opaženi u Africi kako se hrane voćem i raznose sjemenke..</ref>  

## Etnobotanička upotreba
Medicinski: U Africi se biljni ekstrakt tradicionalno koristi za liječenje niza bolesti u rasponu od reumatizma, dizenterije, spolnih bolesti, dijabetesa, upale pluća, lišajeva i trakavica (Nabatanzi et. al. 2020.). Rane studije pokazale su da biljka ima potencijalna analgetska, protuupalna, antikancerogena, antioksidativna (Bello et. al. 2016) i antimalarijska svojstva (Olatunji et. al. 2009)..</ref>  

## Drvo i proizvodi
Drvo se koristi za izradu namještaja, stolarije, kanua, kutija i polica..</ref>  
- K. africana, stablo
- K. africana, plodovi
- K. africana, cvijet
- K. africana, listovi

## Vanjske poveznice
- Sausage Tree Kigelia africana